# Тасунове
Тасу́нове (до 1948 — Кош-Кую, крим. Qoş Quyu) — село в Україні Керченського району Автономної Республіки Крим. Орган місцевого самоврядування — Чистопільська сільська рада.